# Israel la Concursul Muzical Eurovision Junior
Israel a debutat la Concursul Muzical Eurovision Junior în 2012, la Amsterdam, Țările de Jos.

## Rezultate
| An   | Gazda     | Artist     | Titlu                 | Poziție | Puncte |
| ---- | --------- | ---------- | --------------------- | ------- | ------ |
| 2012 | Amsterdam | Kids.il    | "Let the Music Win"   | 8       | 68     |
| 2016 | Valletta  | Shir & Tim | "Follow My Heart"     | 15      | 27     |
| 2018 | Minsk     | Noam Dadon | "Children Like These" | 14      | 81     |